# Camp de Mülhenberg-Hannover

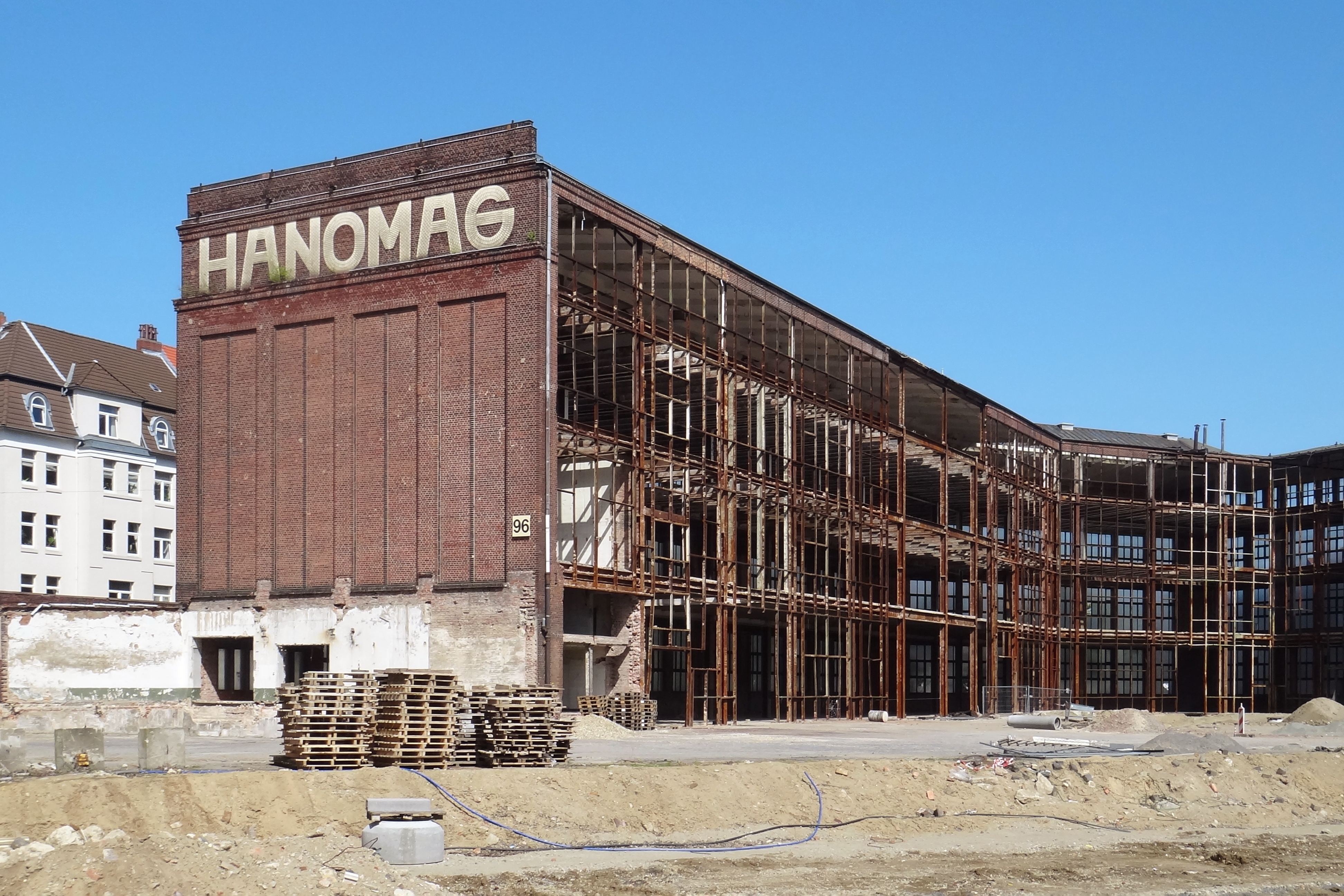
Ancien hall de l'usine de la société Hanomag sur la Hanomagstrasse à Hanovre.

Le camp de Mülhenberg-Hannover (Hanomag-Linden) est une unité de travail forcé dépendant du camp de concentration de Neuengamme, située dans la banlieue sud-ouest de Hanovre et dévolue à la fabrication de canons antiaériens.

## Création
Début avril 1945, environ cinq cents détenus du camp de Laurahütte (un kommando extérieur du camp d’Auschwitz-Monowitz), la plupart Juifs polonais et hongrois, sont transférés à  Mühlenberg, dans la banlieue de Hanovre, pour y travailler dans l’usine Hannoversche Motoren AG (Hanomag) à la production de canons antiaériens.
Après avoir aménagé leurs baraquements, les déportés sont répartis en deux équipes et doivent accomplir un travail extrêmement pénible : au moins 79 périssent des suites des mauvais traitements et des conditions de travail .
Le camp est placé sous la responsabilité du SS Oberscharführer Walter Quakernack qui avait dirigé auparavant le Kommando extérieur de Laurahütte. Il peut compter sur une quarantaine de gardes recrutés parmi les troupes de Marine. Condamné à mort après la guerre, il est exécuté à Hameln.

## Évacuation
Le 6 avril 1945, le camp de Mühlenberg est évacué et les détenus rejoignent Bergen-Belsen, où ils arrivent le 8 avril : ceux qui ne peuvent suivre sont abattus en route. Environ cent détenus incapables de marcher sont laissés à Mühlenberg. Une cinquantaine sont abattus sur place et les survivants sont transportés en camion à Bergen-Belsen.

## Mémorial
Depuis 1978, une pierre commémorative rappelle l'existence du camp sur l’emplacement de l’ancien Kommando extérieur. En 1982, une plaque portant une inscription est apposée à l’entrée de l’église Dietrich-Bonhoeffer.